# Katholieke Kerk in Iran

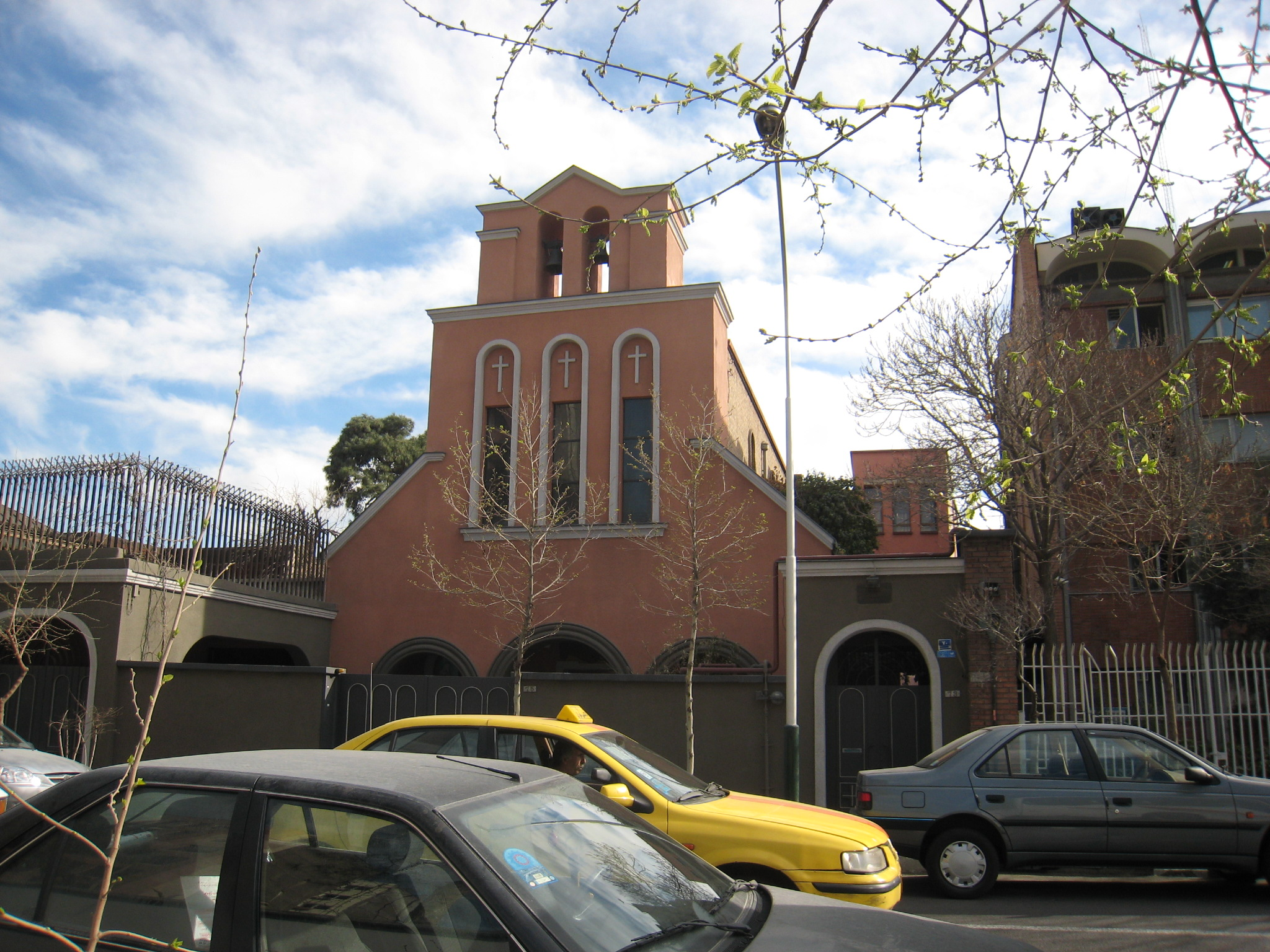
De katholieke kathedraal van Teheran

De Katholieke Kerk in Iran maakt deel uit van de wereldwijde Katholieke Kerk, onder het leiderschap van de paus en de Curie. Het aantal rooms-katholieken in Iran bedroeg in 2020 ongeveer 2.000 waarvan de meesten buitenlanders zijn. De grondwet van Iran voorziet godsdienstvrijheid maar in de praktijk legt de sjiitische overheid strenge beperkingen op aan de andere erkende godsdiensten, waaronder de katholieke kerk. 

## Bestuurlijk
Iran vormt een rooms-katholieke kerkprovincie en bestaat uit het aartsbisdom Teheran-Isfahan, dat de Latijnse ritus volgt. Het aartsbisdom telt zes parochies. De aartsbisschop van Teheran-Isfahan is sinds 8 januari 2021 de Belgische minderbroeder Dominique Mathieu. 
Verder zijn ook de Armeens-Katholieke Kerk en de Chaldeeuws-Katholieke Kerk aanwezig in Iran.
Apostolisch nuntius voor Iran is sinds 28 juni 2021 aartsbisschop Andrzej Józwowicz. 

## Geschiedenis
Al in 1629 werd er een rooms-katholiek bisdom gesticht in Isfahan. De eerste bisschop was de Spaanse karmeliet Juan Boldames Ibáñez. Na de dood van een andere karmeliet Cornelio di San Giuseppe Reina in 1797 bleef de bisschopszetel vacant tot 1910. Toen werd de lazarist Jacques-Emile Sontag aangeduid als bisschop en werd het bisdom verheven tot het aartsbisdom Isfahan. In de loop van de 20e eeuw werden er maar sporadisch bisschoppen aangeduid. De bisschopszetel was vacant tussen 2015 en 2021, toen Dominique Mathieu werd benoemd tot aartsbisschop en het aartsbisdom van naam veranderde.
Afghanistan · Armenië · Azerbeidzjan · Bahrein · Bangladesh · Bhutan · Brunei · Cambodja · China · Filipijnen · Georgië · India · Indonesië · Irak · Iran · Israël · Japan · Jemen · Jordanië · Kazachstan · Kirgizië · Koeweit · Laos · Libanon · Maldiven · Maleisië · Mongolië · Myanmar · Nepal · Noord-Korea · Oezbekistan · Oman · Oost-Timor · Pakistan · Qatar · Rusland · Saoedi-Arabië · Singapore · Sri Lanka · Syrië · Tadzjikistan · Thailand · Turkije · Turkmenistan · Verenigde Arabische Emiraten · Vietnam · Zuid-Korea
Overige gebieden: Hongkong · Macau